# Orlando Restrepo
Orlando de Jesús Restrepo Restrepo (Bello, 9 de septiembre de 1956) es un exentrenador de fútbol colombiano. 

## Trayectoria
Desde joven mostró gran inclinación por el fútbol y dedicó gran parte de su vida a estudiarlo. A pesar de su amor por el fútbol, Orlando nunca jugó profesionalmente y es uno de los pocos técnicos colombianos que no fue jugador profesional. En su formación se destaca por haberse graduado como tecnólogo deportivo del Politécnico Colombiano Jaime Isaza Cadavid (1983),[cita requerida] es Licenciado en Educación Física de la Universidad de Antioquia (1991)[cita requerida] y Especialista en Preparación Física con énfasis en fútbol, Politécnico.[cita requerida]

### Formación como director técnico
La mejor campaña como director técnico en el fútbol de ascenso o categoría primera B en Colombia fue el subcampeonato que obtuvo con el Deportivo Rionegro en el 2001, en ese entonces el campeón y solo el campeón ascendía a la máxima categoría. En el fútbol profesional fue quinto con el Atlético Bucaramanga en el 2002, equipo que contaba con una delantera temida integrada por la dupla "Fantasma" Ballesteros y Wilson "El pájaro" Carpintero quedando eliminado en las semifinales por el Deportivo Independiente Medellín que posteriormente se coronaría campeón.
Escribió la columna "Sin táctica no hay fútbol" en el Blog de El Colombiano "Cápsulas de fútbol" del señor Alfredo Carreño durante el año 2012.[cita requerida] A partir del primer semestre del 2012, Orlando asumió como Director Técnico del equipo sub-17 de las divisiones inferiores de Atlético Nacional, participaron en el campeonato nacional de clubes Copa Samsung, del cual habían sido subcampeones en el 2011. En el año 2013 se coronó campeón del torneo de la Liga Antioqueña de Fútbol, derrotando en la final al Envigado Fútbol Club por un marcador de 3-0, con 2 anotaciones de Davinson Sánchez y 1 de Brayan Rovira, jugadores que luego pasarían a hacer parte del elenco profesional, Davinson sería transferido al Ajax de Holanda después de esto. Posteriormente el equipo del profe Orlando sería subcampeón del mundial juvenil sub-17 de clubes 2015, siendo la revelación del torneo, cayó en la final contra el equipo de Corinthians.

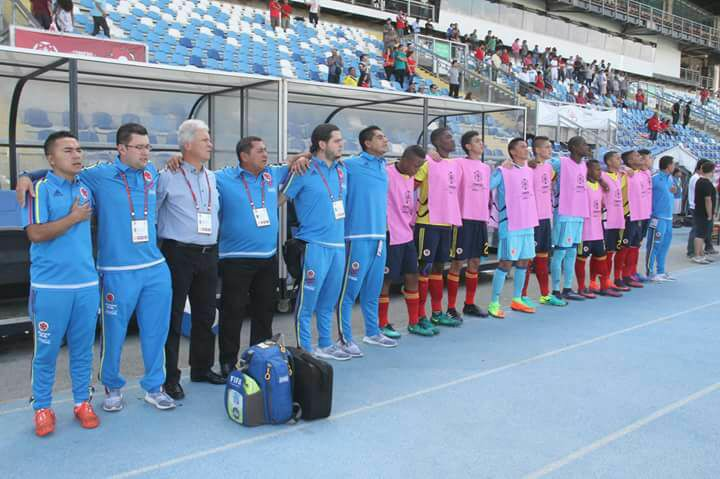
Selección Colombia Sub-17 - Suramericano Chile 2017

Desde el mes de agosto de 2016 al 2019 se desempeñó como director técnico de la Selección de fútbol sub-17 de Colombia a clasificado a la Copa Mundial Sub-17 de la FIFA India 2017 en el Sudamericano Sub-17 de Chile.

## Clubes como entrenador
| Club                                   | País       | Año       |
| -------------------------------------- | ---------- | --------- |
| Itagüí Leones                          | Colombia   | 1991-1992 |
| Once Caldas                            | Colombia   | 1995-1997 |
| Deportivo Pereira                      | Colombia   | 1997      |
| Jorge Wilstermann                      | Bolivia    | 1999      |
| Itagüí Leones                          | Colombia   | 2000-2002 |
| Atlético Bucaramanga                   | Colombia   | 2002      |
| Real Cartagena                         | Colombia   | 2003      |
| Ramonense                              | Costa Rica | 2004-2005 |
| Envigado                               | Colombia   | 2005      |
| Girardot                               | Colombia   | 2008      |
| Patriotas Boyacá                       | Colombia   | 2010      |
| Selección de fútbol sub-17 de Colombia | Colombia   | 2016-2019 |
| Real Sociedad                          | Honduras   | 2022      |